# Fabiana Lovece
Fabiana Lovece (* 17. Juli 1972) ist eine ehemalige argentinische Biathletin.

## Karriere
Fabiana Lovece ging in die Geschichte des südamerikanischen Biathlonsportes ein, als sie am 11. Februar 1992 in Albertville als erste Argentinierin in ein olympisches Biathlonrennen startete. Im weiteren Verlauf des Sprintrennens verfehlte sie neun der zehn Zielscheiben und kam mit großem Abstand auf dem 68. und damit letzten Platz ins Ziel. Sie benötigte über 50 % mehr Zeit als die erste Olympiasiegerin Anfissa Reszowa und auch mehr als fünf Minuten Länger als die auf dem vorletzten Rang platzierte Ungarin Anna Bozsik. Es blieb ihr einziger Einsatz bei Olympischen Spielen und im internationalen Biathlonsport.

## Olympische Winterspiele
Ergebnisse bei Olympischen Winterspielen:
|                                             | Einzelwettbewerbe | Einzelwettbewerbe | Einzelwettbewerbe | Einzelwettbewerbe | Staffelwettbewerbe |
| Einzel                                      | Sprint            | Verfolgung        | Massenstart       | Damenstaffel      |                    |
| ------------------------------------------- | ----------------- | ----------------- | ----------------- | ----------------- | ------------------ |
| Olympische Winterspiele 1992 \| Albertville | –                 | 68.               | –                 | –                 | –                  |